# Glympis tenalis
Glympis tenalis là một loài bướm đêm trong họ Erebidae.